# Олівія Данем
Олівія Данем (англ. Olivia Dunham) — вигаданий персонаж і головна героїня науково-фантастичного телесеріалу «Межа», який транслювався на телеканалі Fox Broadcasting Company у США з 2008 по 2013 рік. Персонаж був створений співавтором серіалу Джефрі Джейкобом Абрамсом, а зображений актрисою Анною Торв. Олівія є головною героїнею серіалу, вона була представлена як спеціальна агентка ФБР, яка працює в багатовідомчій оперативній групі Міністерства внутрішньої безпеки США під назвою Fringe Division, яка займається надприродними подіями, пов’язаними з експериментами. Вирісши з вітчимом, який її бив, Олівія бореться з несподіваними змінами у своєму житті після зустрічі з психічно нестабільним ученим Волтером Бішопом і його сином Пітером.
Погляди та внутрішні почуття Олівії, здавалося, ускладнюють її життя, але дуже часто служать центральними точками для епізодів серіалу, які безпосередньо зосереджуються на її розвитку як людини та члена правоохоронної спільноти. За словами Абрамса, Олівія, визнана критиками за розвиток сюжетної лінії, виділила рішучість і цілеспрямованість як свої основні риси. У другому сезоні глядачі знайомляться з двійником Олівії з паралельного всесвіту, який розкриває альтернативну реальність для кожного персонажа. Торв отримала кілька нагород за роль Олівії.

## Персонаж
Олівія — 29-річна спеціальна агентка ФБР, призначена до багатовідомчої групи міністерства внутрішньої безпеки США під назвою Fringe Division після того смерті її партнера і коханця Джона Скотта. І агент Бройлз, і Ніна Шарп вважають, що вона має великий потенціал і талант, а остання навіть сподівається зробити її співробітником <i>Massive Dynamic</i>. Внаслідок експерименту доктора Бішопа, що полягав у тому щоб зв’язати її свідомість зі свідомістю Джона Скотта, який перебував при смерті, Олівія отримує частину його свідомості, що змушує її розум інтегрувати та очищувати чужорідну свідомість. Це призводить до того, що Олівія приймає спогади Джона Скотта за власні. За допомогою Волтера Олівія знаходить спосіб спілкуватися з Джоном у власному розумі, згодом дозволяючи спогадам повністю зникнути.
Виявляється, що Олівія пов’язана з препаратом Кортексифан, хімічною речовиною, розробленою Вільямом Беллом, яка нібито дозволяє дітям, яким його вводять, зберігати вищі функції мозку, які зазвичай погіршуються з віком. Олівія була однією з групи дітей дошкільного віку, які слугували суб’єктами експерименту в будинку її дитинства в Джексонвіллі, штат Флорида. Внаслідок цього Олівія має невідомі психічні здібності, що було продемонстровано, коли вона вимкнула серію лампочок, підключених до бомби як вимикач, просто подумавши про це. У Волтера є відео Олівії в дитинстві, нібито записане під час випробувань препаратів, на якому вона згорнулася калачиком у кутку кімнати біля сильно обгорілого ліжка, а Волтер каже: «Все гаразд, ти не мала цього на увазі."  Пізніше ми дізнаємося, що Олівія влаштувала пожежу своїм розумом. Також вона могла визначати, чи походить об’єкт з альтернативного виміру завдяки «мерехтінню», яке могла бачити лише вона. Намагаючись пробудити в ній цю здатність у дорослому віці, доктор Бішоп припустив, що це частково походить від страху Олівії побачити альтернативний вимір. Коли до Олівії повертається частина її спогадів про зустріч з Беллом, їй кажуть, що вона єдиний успішний суб’єкт, який може проходити через виміри без багатьох відомих негативних побічних ефектів. Белл назвав її охоронцем воріт, яка запобігатиме вторгненню альтернативного виміру. 
Ніна Шарп дає Олівії дозвіл зустрітися з Вільямом Беллом, який наразі живе в іншому вимірі та має офіс у Південній вежі Всесвітнього торгового центру.  Покинувши свій всесвіт, що рухається на високій швидкості, вона повертається з тією ж швидкістю, врізаючись у лобове скло свого тепер нерухомого автомобіля. Через це вона впадає в нетривалу кому і прокидається в несвідомому стані та в шоку. Очевидно, Олівія втрачає спогади про свою зустріч із Беллом і всю інформацію, яку він міг їй сказати.  Згодом вона відновлює частину цих спогадів і дізнається більше про перехід між вимірами.  Після переходу в альтернативну реальність Олівія зустрічає свого двійника, Болівію, і, зрештою, ділиться поцілунком з Пітером Бішопом. Вона потрапила в пастку Волтернета, альтернативи Волтера, в паралельному всесвіті, тоді як Болівія замінила її в первинному всесвіті.  Її схоплюють і одурманюють, промивають їй мізки, щоб переконати, що вона є альтернативною Олівією, якій властива така риса, як чудові навички стрільби, якою не володіла Олівія з первинного всесвіту.  Олівія намагається втекти з ув’язнення та повернутися до свого всесвіту, але, роблячи це, вона ненавмисно потрапляє до будинку матері Болівії, де нарешті приймає нові спогади як свої власні. Виявляється, що альтернативний Волтер планує використати здібності Олівії, отримані від Кортексифану, щоб знайти спосіб безпечно перетинати всесвіти, для чого йому потрібна її добровільна допомога. Однак Олівія починає відновлювати свої минулі спогади після того, як у неї виникають галюцинації Пітера Бішопа, який приходить до неї у видінні та каже, що їй тут не місце, перш ніж поцілувати її. За допомогою агента Бройлза з альтернативного всесвіту їй вдається втекти з-під варти та потрапити в гарвардську лабораторію Волтера, де вона використовує резервуар сенсорної депривації, щоб повернутися до свого власного всесвіту. Тим часом Пітер розуміє, що він з альтернативною Олівією, що змушує її повернутися до свого власного всесвіту.  Повернувшись на роботу, Олівія з жахом дізнається, що Пітер вступав у близькі стосунки з її двійником. 
Після того, як Олівія каже Пітеру, що більше не хоче бути з ним, вона намагається залишатися віддаленою та байдужою. Однак вони продовжують працювати разом, і час, проведений з Пітером, нагадує їй, чому вона закохалася в нього, і вона каже йому, що хоче бачити його щасливим з нею.  Вони починають зустрічатися, і їхні стосунки розвиваються, у той час як Волтер розуміє, що повернув Вільяма Белла, який помер в альтернативному всесвіті, за допомогою магнітів душі, і тепер він перебуває у свідомості Олівії.  Спочатку Белл і Волтер думають, що Олівія буде просто господарем для Белла, поки вони не знайдуть спосіб перемістити його свідомість до іншої сутності, але вони виявляють, що Олівія втрачає себе, і її особистість незабаром зникне. Пітер, Волтер і Белл використовують ЛСД, щоб проникнути у свідомість Олівії, щоб знайти та врятувати її, але Белл назавжди втрачений, коли він допомагає Олівії впоратися з її прихованими страхами, і вона приходить до тями.  Невдовзі Олівія та Пітер потрапляють у план Волтернета знищити їхній світ за допомогою машини кінця світу, і Олівія каже Пітеру, що кохає його, перш ніж він заходить в машину, щоб зупинити її. 
До 4 сезону серіалу Пітера викреслюють з обох всесвітів. Олівія у всесвіті без Пітера була усиновлена в дитинстві Ніною Шарп, яку вона вважає сурогатною матір'ю. Хоча вона має робочі стосунки з Волтером і Астрід, вона не зберігає спогадів про Пітера. Коли Пітер знову з’являється, Олівія дивується, побачивши його, але вірить, що він походить із паралельного всесвіту. Коли вони проводять більше часу разом, Олівія починає згадувати час, проведений з Пітером, і поступово починає усвідомлювати, що вона «його» Олівія, тоді як її спогади зі зміненої шкали часу починають вислизати. Пізніше Олівія дізнається, що вона вагітна дочкою, Генріеттою «Еттою» Бішоп (Джорджіна Хейґ).
У 2015 році, коли Олівія перебуває в парку з Еттою та Пітером, вони потрапляють під глобальну атаку спостерігачів, і вони з Пітером розлучаються зі своєю донькою. У рамках плану перемогти тепер уже ворожих спостерігачів Олівія та решта команди Фріндж навмисно ловлять себе в пастку бурштину. У 2036 році їх рятує Етта. Олівія дізнається, що, хоча Етта є правоохоронцем при спостерігачах, вона насправді стійка до їхньої телепатії та є ключовою фігурою в людському русі опору проти них. Вона працює з Еттою, поки її не вбивають. Після смерті Етти Олівія сумує та віддаляється від Пітера, однак після того, як він намагається використати технологію спостерігача, щоб помститися за смерть Етти, Олівія вмовляє його відмовитися від свого плану, і вони знову стають близькими.
Щойно Волтер може супроводжувати дитину-спостерігача Майкла в майбутнє, він стирає час, протягом якого спостерігачі зможуть повернутися і взяти верх у 2015 році, і Олівія та Пітер знову опиняються в парку з Еттою, коли вона була ще дитиною. Вони озираються навколо в той момент, коли спочатку з’явилися спостерігачі, і, не побачивши нічого, повертаються до гри з Еттою. 

## Розвиток

### Кастинг
Після перегляду багатьох прослуховувань «далеко за 12 годину»  на роль Олівії Данем, австралійська актриса Анна Торв була обрана на роль. Директор кастингу Ейпріл Вебстер прокоментувала: «Ми шукали в Олівії жінку, яка була б схожою на агента ФБР, але все ж мала б певну вразливість. І точно мала глибину та історію за її очима».  Не бачивши Торв раніше , вони натрапили на її касету прослуховування для іншого фільму і були «відразу заінтриговані».  Пізніше виконавчий продюсер Браян Берк сказав, що «в ній було щось справді особливе та дуже розумне».  Вебстер зателефонувала подрузі з Австралії і змогла домовитися про прослуховування з Торв.  Торв прочитала кілька сцен через Інтернеті, і наступного дня їй сказали, що вона отримала роль, і незабаром актриса вирушила до Торонто, щоб почати зйомки. Пізніше її кастинг було названо "абсолютним дивом". 

### Характеристика
– Анна Торв
1. ↑  Fox Broadcasting Company. Anna Torv as Special Agent Olivia Dunham: Character Bio. Архів оригіналу за 12 лютого 2021. Процитовано 15 квітня 2011.
2. 1 2 3 4 5  . Fox. {{cite episode}}: Пропущений або порожній |series= (довідка)
3. ↑  Wigler, Josh (21 січня 2010). 'Fringe' Promises To Address Olivia Dunham & Peter Bishop's True Origins In February's Winter Finale. MTV. Архів оригіналу за 12 жовтня 2014. Процитовано 15 квітня 2011.
4. 1 2  . Fox. {{cite episode}}: Пропущений або порожній |series= (довідка)
5. ↑  Brad Anderson (director), Jeff Pinkner (writer), J. H. Wyman (writer) (12 травня 2009). There's More Than One of Everything. Fringe. Сезон 1. Епізод 20. Fox.
6. ↑  Joe Chappelle (director), Zack Stentz (writer), Ashley Edward Miller (writer) (17 вересня 2009). A New Day in the Old Town. Fringe. Сезон 2. Епізод 1. Fox.
7. ↑  Akiva Goldsman (director and writer), Jeff Pinkner (writer), J. H. Wyman (writer) (20 травня 2010). Over There Part 2. Fringe. Сезон 2. Епізод 23. Fox.
8. ↑  Joe Chappelle (director), Jeff Pinkner (writer), J. H. Wyman (writer) (9 грудня 2010). Olivia. Fringe. Сезон 3. Епізод 1. Fox.
9. ↑  Brad Anderson (director), Jeff Pinkner (writer), J. H. Wyman (writer) (2 грудня 2010). Entrada. Fringe. Сезон 3. Епізод 8. Fox.
10. ↑  Joe Chappelle (director), Monica Owusu-Breen (writer), Alison Schapker (writer) (9 грудня 2010). Marionette. Fringe. Сезон 3. Епізод 9. Fox.
11. ↑  Subject 13. Fox. {{cite episode}}: Пропущений або порожній |series= (довідка)
12. ↑  Stowaway. Fox. {{cite episode}}: Пропущений або порожній |series= (довідка)
13. ↑  Lysergic Acid Diethylamide. Fox. {{cite episode}}: Пропущений або порожній |series= (довідка)
14. ↑  The Last Sam Weiss. Fox. {{cite episode}}: Пропущений або порожній |series= (довідка)
15. ↑  Cairns, Bryan (15 липня 2008). 'Fringe' Element: New Fox TV Series' Exec. Producer Talks. Newsarama. Процитовано 30 червня 2011.
16. 1 2 3  Webster, April, Alex Kurtzman, J. J. Abrams, Alex Graves, Kathy Lingg (2009). Fringe: The Complete First Season (DVD). Warner Bros. Television.
17. 1 2 3  Warner, Tyrone (7 квітня 2010). 'Fringe' producers talk inspiration, casting and season two finale. CTV Television Network. Архів оригіналу за 9 квітня 2010. Процитовано 22 квітня 2011.
18. ↑  Jensen, Jeff (11 вересня 2009). Fall TV 2009: Fringe. Entertainment Weekly. Архів оригіналу за 12 січня 2012. Процитовано 17 червня 2011.